# Daniel Malmedahl
Daniel Malmedahl (Gotenburg, 1980) is een verkoper van computeronderdelen uit  Zweden, die in 1997 geluidsimitaties van de tweetaktmotoren van bromfietsen opnam, die uiteindelijk resulteerden in een van de meest succesrijke ringtones voor mobiele telefoons.
De toen 17 jaar oude Malmedahl imiteerde het geluid van verschillende verbrandingsmotoren. Zijn vrienden hoorden deze opnames en vonden die grappig genoeg om te posten op een website. Al snel werd die ontdekt door een researcher voor een Zweeds televisieprogramma en werd Daniel uitgenodigd om zijn geluid live te komen brengen in hun show. Het duurde dan ook niet lang vooraleer je de opname op zowat elk peer-to-peer netwerk en downloadwebsite tegenkwam onder de naam "2TAKTARA.MP3".
Binnen de kortste keren werd het geluidseffect gebruikt in Flashanimaties over het hele Internet. De meest bekende daarvan was de "Insanity test" waarbij het de bedoeling was om je lach in te houden terwijl je een filmpje van een Formule-1-wagen te zien kreeg met op de achtergrond het bekende geluid.
In 2003 ontdekte een andere Zweed (Erik Wernquist) het geluid en het inspireerde hem om hier omheen The Annoying Thing te creëren. Deze 3D-animatie werd een populaire publiekstrekker op Erik zijn website, maar hij slaagde er niet in om de originele maker van het geluid uit te vissen.
Uiteindelijk ontdekte ook Daniel de creatie van Erik en contacteerde hij die laatste om via de telefoon het bewijs te leveren dat hij wel degelijk de originele maker van het geluid blijkt te zijn. Sindsdien krijgt Daniel de credits van Erik, die het meest bekend is als de bedenker van de stem van de Crazy Frog.
Wat Daniel nu doet en waar hij is gebleven is tot op heden niet bekend.